# Ruy Barbosa

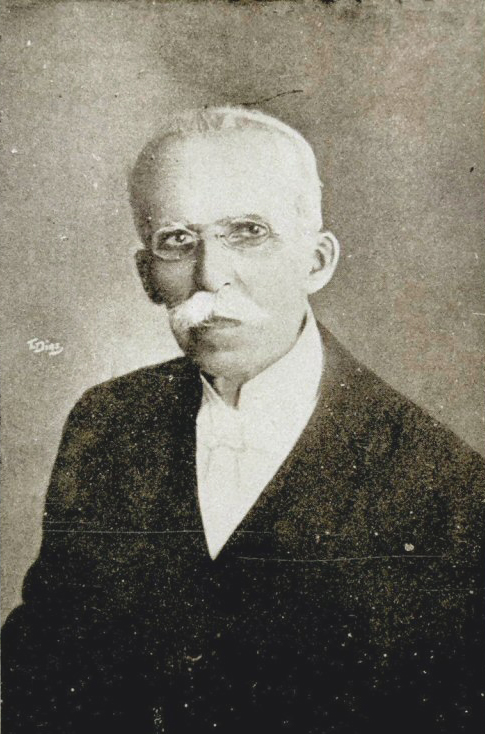
Ruy Barbosa

Ruy Barbosa de Oliveira (auch Rui Barbosa geschrieben; * 5. November 1849 in Salvador da Bahia; † 1. März 1923 in Petrópolis, Rio de Janeiro) war ein brasilianischer Schriftsteller, Jurist und Politiker.

## Leben
Im Alter von 19 Jahren hielt Ruy Barbosa seine erste öffentliche Rede über die Abschaffung der Sklaverei. Sein Leben lang blieb er ein kompromissloser Verfechter der bürgerlichen Freiheiten und Rechte. In seiner politischen Laufbahn war er Bundesabgeordneter, Diplomat, Senator und schließlich Finanzminister. Seine liberalen Ideen hatten maßgeblichen Einfluss auf den Entwurf der republikanischen Verfassung von 1891.
Während seiner Amtszeit als Finanzminister reformierte und modernisierte Barbosa das brasilianische Finanzsystems und setzte eine äußerst expansive Geldpolitik in Kraft. Er unterstützte währungspolitische Konzepte wie das Fiatgeld im Gegensatz zum Goldstandard. Das Ergebnis war allerdings Chaos und Instabilität: das so genannte „Fiat-Experiment“ wurde als ein entsetzlicher Fehler gewertet.
Mit großem Engagement vertrat Barbosa sein Land bei den Verhandlungen zur Ausarbeitung der Haager Konvention und in der Haager Friedenskonferenzen von 1907. Dadurch verdiente er sich seinen Spitznamen (und Ehrennamen) „der Adler von Den Haag“.
Ruy Barbosa unternahm zwei Anläufe, um Staatspräsident von Brasilien zu werden: im Jahr 1910 und nochmals im Jahr 1919, allerdings ohne Erfolg.

## Academia Brasileira de Letras
Ruy Barbosa war ein sehr fleißiger Schriftsteller und gehörte zu den Gründern der Academia Brasileira de Letras. Er war der erste Inhaber des Stuhls Nr. 10 der Akademie. Als Patron wählte Ruy Barbosa Evaristo da Veiga.

## Ehrungen
Zu Ehren von Ruy Barbosa wurde die heute (2013) gut 30.000 Einwohner zählende Stadt Orobó im Bundesstaat Bahia im Jahre 1922 in Ruy Barbosa umbenannt.

## Schriften
- Obras completas de Rui Barbosa. Rio de Janeiro. 137 Bände (Digitalisat).